# Колодищи (станция)
Коло́дищи (бел. Калодзішчы) — узловая железнодорожная станция Минского отделения Белорусской железной дороги на линии Минск — Орша, между станцией Озерище и остановочным пунктом Садовый. Расположена в одноимённом агрогородке Минского района Минской области.

## История
Станция была возведена в 1871 году, открыта вместе с участком Осиновка — Брест Московско-Брестской железной дороги. В 1930-е годы в окрестностях станции располагались деревня Колодищи, посёлки имени Ленина и Калинина, действовала больница. В 1974 году станция была электрифицирована переменным током (~25 кВ) в составе участка Минск — Борисов.
В 2018—2019 годах проводилась реконструкция станции с одновременным возведением подземного пешеходного перехода. Работы проводились связи с запуском через станцию электропоездов городских линий по маршруту Минск — Смолевичи. В ходе работ по реконструкции был построен подземный пешеходный переход, проведена реконструкция контактной сети, построены островная ,боковая и средняя пассажирские платформы, возведён пассажирский павильон с кассами, проведено благоустройство прилегающей территории. Старое здание вокзала в ходе строительных работ было снесено.

### Достопримечательности
Мемориальная доска в честь подпольной группы «Железнодорожная»
Расположена у входа в новый кассовый павильон (до 2018 года — на здании вокзала), установлена в 1975 году.
Подпольная группа являлась одной из первых на территории Колодищанского сельсовета, которая позже стала именоваться «Удар» была создана в июне 1941 года. Организаторами и руководителями группы были коммунист Н.Н. Афанасьев и комсомолец С.Э. Эрдман. В состав группы входили: Н.А. Афанасьев, И.С. Бокунович, В.К. Глазунов, И.В. Ипатов, Н.К. Ермолаева, Н.Н. Заплатинский, семья Эрдманов и другие. В августе 1941 года группа «Железнодорожная» вошла в состав Колодищанского коммунистического подполья, которое действовало под руководством Минского коммунистического подполья. По инициативе Афанасьева и Эрдмана была создана специальная боевая группа из минских, колодищанских и степянских железнодорожников, которая действовала на минском железнодорожном узле. Ядро группы составляли Н.А. Новик, А.Я. Гуд, А.П. Скорин. Члены группы проводили диверсии на железной дороги, останавливали и задерживали обеспечение паровозов водой, портили стрелки. На перегоне Седча — Руденск были уничтожены шесть вагонов с боеприпасами и повреждён железнодорожный путь длиной 100 метров. На перегоне Негорелое — Колодищи подпольщики сожгли пять цистерн с бензином. Совместно с партизанскими отрядами «Комсомол», «Коммунист» и бригадами «За Советскую Беларусь», имени Щорса принимали участие в подрыве моста на автодороге Смолевичи —Обчак, в деревне Волма подожгли казарму гитлеровцев. Подпольщики собрали и передали партизанам два миномёта, 10 пулемётов, 700-800 гранат, 600 тыс. патронов и другое. Проводили агитационную работу среди населения, распространяли сообщения Совинформбюро.

## Устройство станции

### Путевое хозяйство
Через станцию проходят семь железнодорожных путей (в том числе один — тупиковый), станция является узловой и от неё отходит соединительная ветка к станциям Колядичи, Михановичи с транзитной станцией Шабаны. Ветка является многопутной и используется только для грузовых железнодорожных перевозок. Также от станции имеются множество служебных ответвлений к промышленным предприятиям и складам.

### Инфраструктура
Грузовая
На станции осуществляются приём и выдача грузов, допускаемых к хранению на открытых площадках станций, на железнодорожных путях необщего пользования и грузов, требующих хранения в крытых складах станций. Пусть № 8 является погрузочно-выгрузочным, выставочным для вагонов с опасными грузами, имеются три высокие грузовые платформы вместимостью 3—5 вагонов. Путь № 18 является тупиком погрузочно-выгрузочным с высокой торцевой платформой полезная длиной 6 метров.
Пассажирская
Для обслуживания пассажиров имеются две прямые платформы длиною 230 метров каждая. Одна платформа является островной, другая — боковой, на которой расположено здание пассажирского павильона с залом ожидания и билетной кассой (работает круглосуточно). Пересечение железнодорожного полотна осуществляется по подземному пешеходному переходу, пешеходный тоннель имеет четыре входа: по одному с каждого направления железной дороги и ещё два на платформе между путями. Также на островной платформе предусмотрен навес, покрывающий среднюю часть посадочной площадки.

## Пассажирское сообщение
На станции ежедневно останавливаются электропоезда региональных линий экономкласса (пригородные электрички) следующие до станций Орша-Центральная (4 пары), Борисов (8 пар), Крупки (2 пары), Жодино и Славное. В направлении города электропоезда следуют до станций Минск-Пассажирский, Минск-Восточный и остановочного пункта Институт культуры. Помимо пригородных электричек, на станции ежедневно совершают остановку электропоезда городских линий (4 пары), следующие до станции Красное Знамя (через Смолевичи). Время в пути до Орши составляет в среднем 3 часа 40 минут, до Борисова — 1 час 10 минут, до станции Минск-Пассажирский — 26 минут.
Севернее от станции расположена остановка автобусов (маршрут 169) и маршрутных такси, следующих в Минск (микрорайон Уручье, центр города и микрорайон Курасовщина. Возле южного выхода со станции расположена остановка 167 маршрута следующего в тот же микрорайон Уручье и следующий далее по улицам агрогородка Колодищи.